# Kappelstein
Der Kappelstein ist ein 498 m ü. NHN hoher Berg im südlichen Pfälzerwald. Er liegt im rheinland-pfälzischen Landkreis Südwestpfalz im Dahner Felsenland, das zum Wasgau gehört, der vom Südteil des Pfälzerwalds gebildet wird. Über den Gipfel des Berges verläuft die Staatsgrenze zwischen Deutschland und Frankreich. Der Berg ist vollständig bewaldet. Am Gipfel befindet sich ein Buntsandsteinfelsen, von dem eine Aussicht über das Litschbachtal zum Schlossberg mit der Wegelnburg möglich ist.

## Geographische Lage
Der nördliche Teil des Berges liegt am südlichen Rand der Gemarkung der Gemeinde Nothweiler. Der Südteil gehört zur französischen Gemeinde Wingen im Arrondissement Haguenau-Wissembourg. Im Westen verläuft das Tal des Litschbachs, dessen Quellgebiet sich östlich des Schlossberges befindet.

## Zugang und Wandern
Der Berg kann über Wanderwege von Nothweiler oder vom Gimbelhof innerhalb einer Stunde erreicht werden. Der lokale Rundwanderweg Grenzgängerweg führt über den Gipfel, wobei Wanderparkplätze in Nothweiler, hier in der Ortsmitte, am Grenzübergang oder am Besucherbergwerk, oder am Col du Litschhof in Frankreich als Ausgangspunkt gewählt werden können.

## Geschichte
Am Gipfel befindet sich ein Grenzstein aus dem Jahre 1826, der die 1815 während des Wiener Kongresses festgelegte bis heute unveränderte Grenze zwischen dem damaligen Königreich Bayern und dem französischen Elsass markiert. Im Umfeld des Berges finden sich zahlreiche weitere Grenzsteine. Eine geschichtliche Episode aus der Zeit kurz vor und während des Zweiten Weltkrieges ist am Gipfel in Form einer miniaturisierten Nachbildung und Informationstafel dargestellt. Im Zusammenhang mit den vor dem Krieg erbauten Verteidigungsanlagen mit der Maginot-Linie in Frankreich und dem Westwall in Deutschland errichtete das französische Militär auf dem französischen Teil des Gipfels einen Beobachtungsturm, um die deutschen Aktivitäten im Litschbachtal zu verfolgen. Das deutsche Militär reagierte mit einer fast zehn Meter hohen Bretterwand als Sichtschutz auf dem deutschen Teil des Gipfels. Mit dem Einmarsch deutscher Truppen nach Frankreich am 10. Mai 1940 während des Westfeldzugs wurde der Turm gesprengt. Heute sind nur noch die Betonfundamente erhalten.

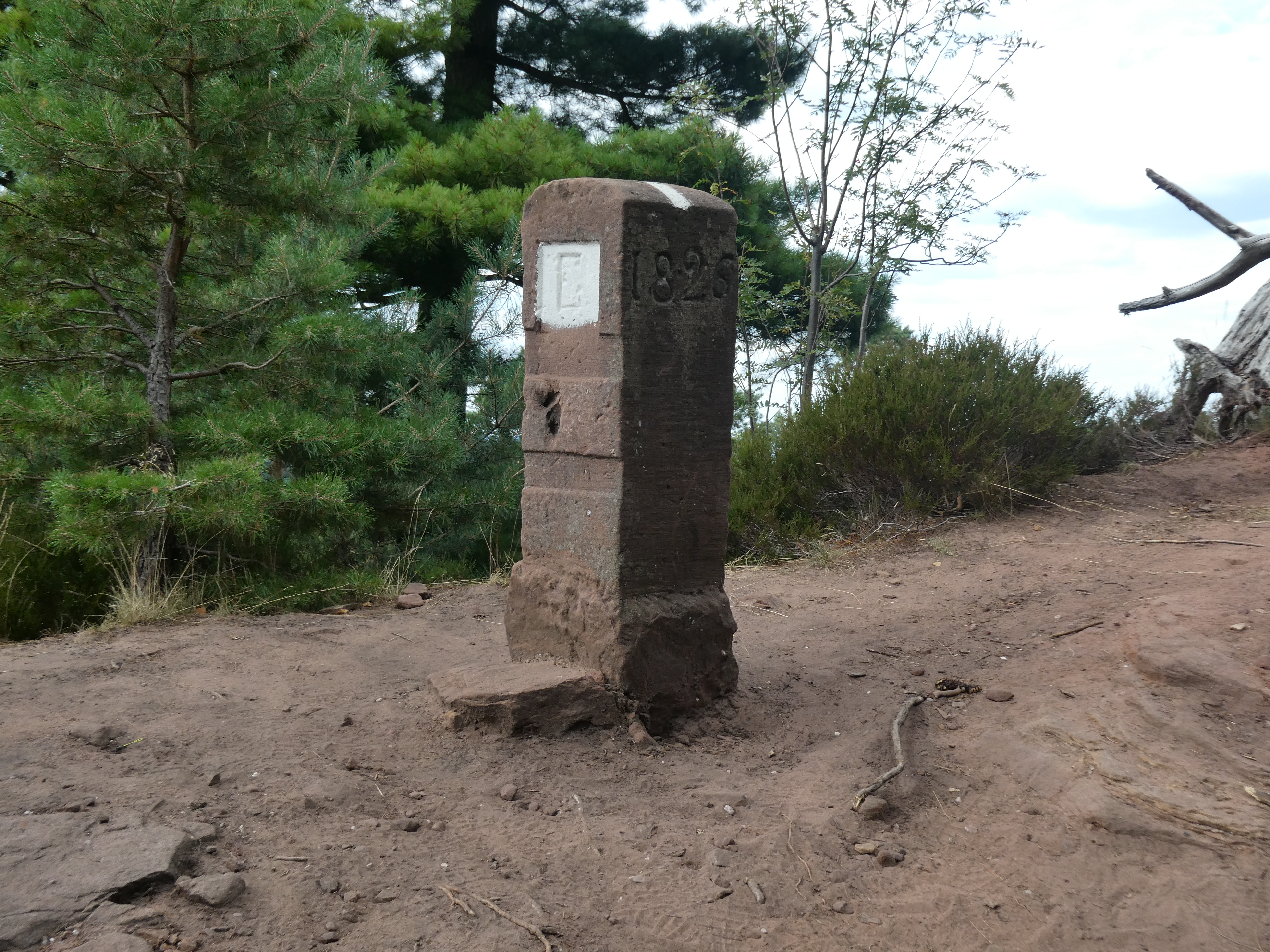
Grenzstein
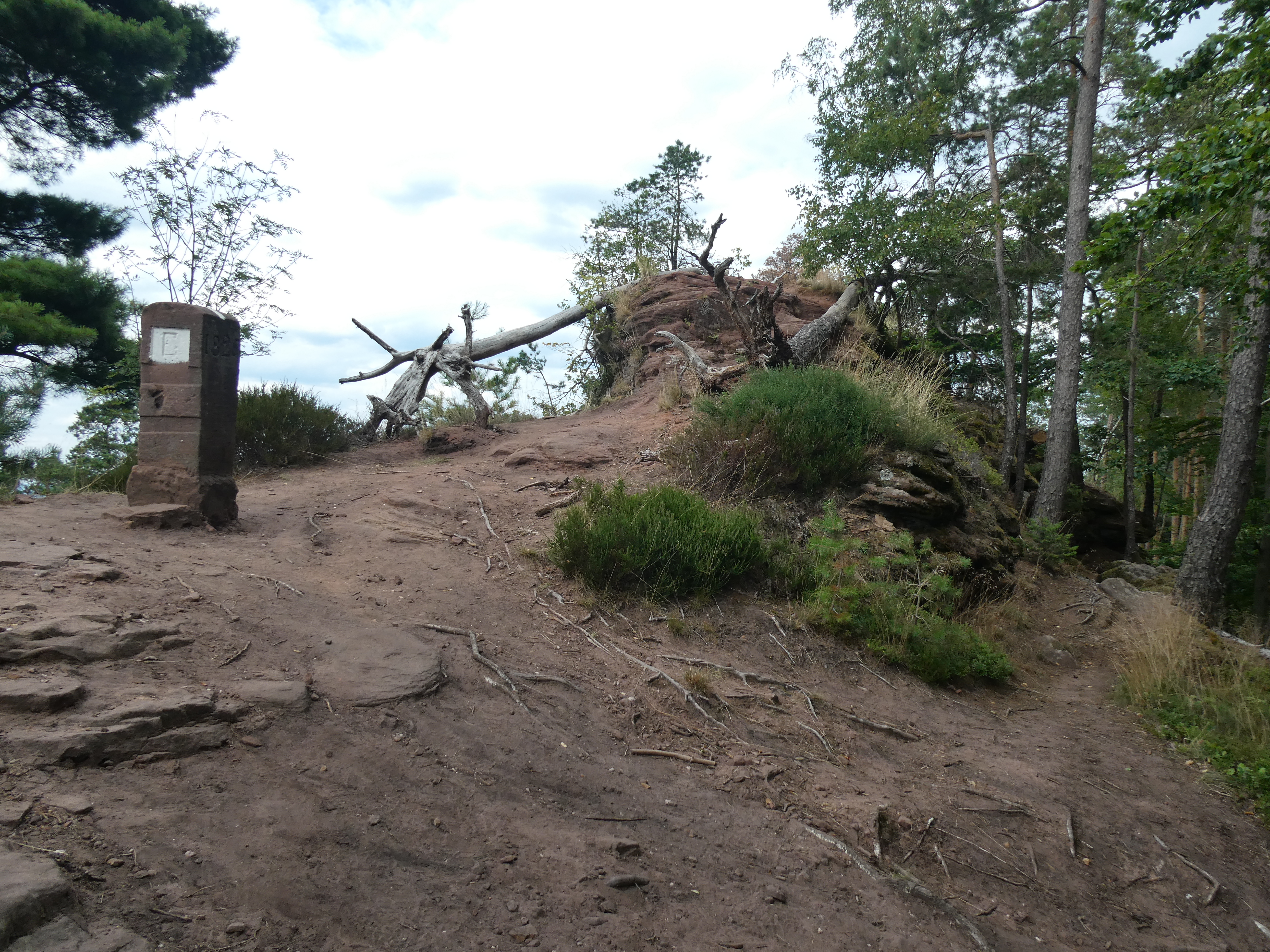
Gipfelfelsen
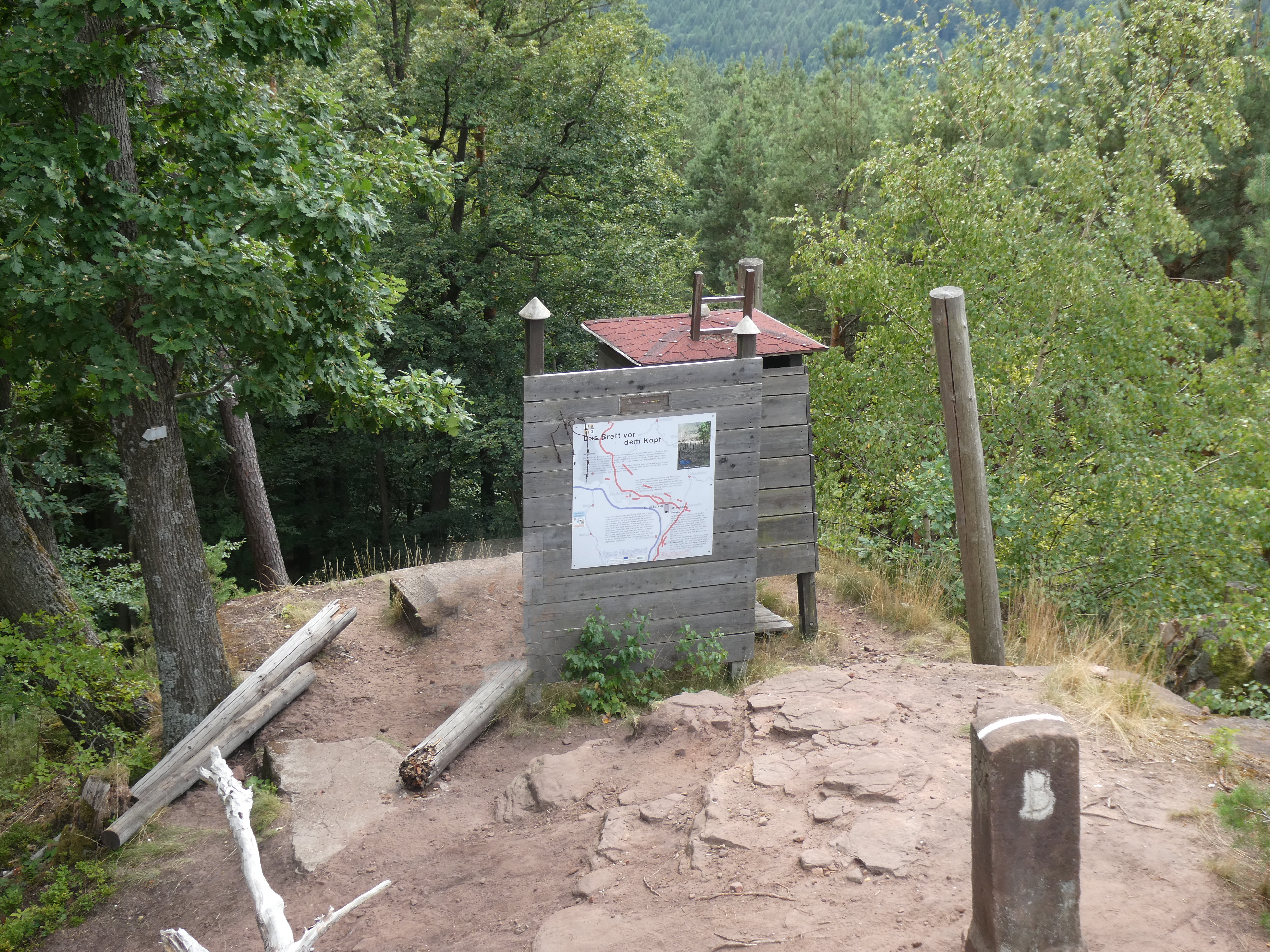
Geschichte